# 甲子柿
甲子柿（かっしがき）とは、小枝柿という渋柿を燻蒸で渋抜きした加工品。岩手県釜石市甲子町の名産品。

## 概要
渋柿の一種である小枝柿を、柿室（かきむろ）と呼ばれる密閉した空間で適切な温度で約1週間燻し脱渋したもの。
ゼリーのような食感と鮮紅色が特徴。
10月下旬～11月上旬に、主に道の駅釜石仙人峠で販売され、甲子柿まつりが行われる。
また、釜石市ではこの柿を使用した町おこしが行われている。